# Walterbachtal
Das Walterbachtal ist ein Naturschutzgebiet im niedersächsischen Flecken Lauenau (Gemarkung Feggendorf) und der Gemeinde Messenkamp in der Samtgemeinde Rodenberg im Landkreis Schaumburg und in der Stadt Bad Münder am Deister (Gemarkungen Eimbeckhausen und Nienstedt) im Landkreis Hameln-Pyrmont.
Das Naturschutzgebiet mit dem Kennzeichen NSG HA 124 ist 32 Hektar groß. Davon entfallen 26 Hektar auf den Landkreis Schaumburg und 6 Hektar auf den Landkreis Hameln-Pyrmont.
Das Naturschutzgebiet liegt westlich des Bad Münder Stadtteils Nienstedt innerhalb des Naturparks Weserbergland Schaumburg-Hameln. Es stellt einen Abschnitt des etwa zwei bis fünf Meter breiten Walterbachs (auch Waltershagener Bach genannt) mit seiner circa 50 bis 100 Meter breiten Talniederung und den angrenzenden Hängen im bergigen Waldgebiet des Deisters unter Schutz. Der naturnahe Bachlauf mit zum Teil steilen Böschungen wird überwiegend von Auwald begleitet. Das Bachbett wird von Schotterbänken, Sohlstürzen und Kolken geprägt. Der Waltersbach zählt zu den Salmonidengewässern. Er verfügt über Vorkommen von Bachforelle und Mühlkoppe. Das Bachtal ist Lebensraum für Amphibien und Brut-, Rast- und Nahrungsbiotop für zahlreiche Vogelarten.
Die Niederung wird von als Weiden genutztem Grünland geprägt. Die mäßig steilen Hänge sind mit Buchen- und Eichen-Hainbuchenwald bestanden und verfügen über quellige Bereiche mit reichen Vorkommen von Frühjahrsblühern.
Das Gebiet steht seit dem 24. Dezember 1987 unter Naturschutz. Zuständige untere Naturschutzbehörden sind die Landkreise Schaumburg und Hameln-Pyrmont.